# ユタ州の歴史
ユタ州の歴史（ユタしゅうのれきし、英:History of Utah）では、主にアメリカ合衆国西部に位置するユタ州となった地域に住んだ先住民族からの人類の歴史と社会活動を概説する。

## 初期の人々

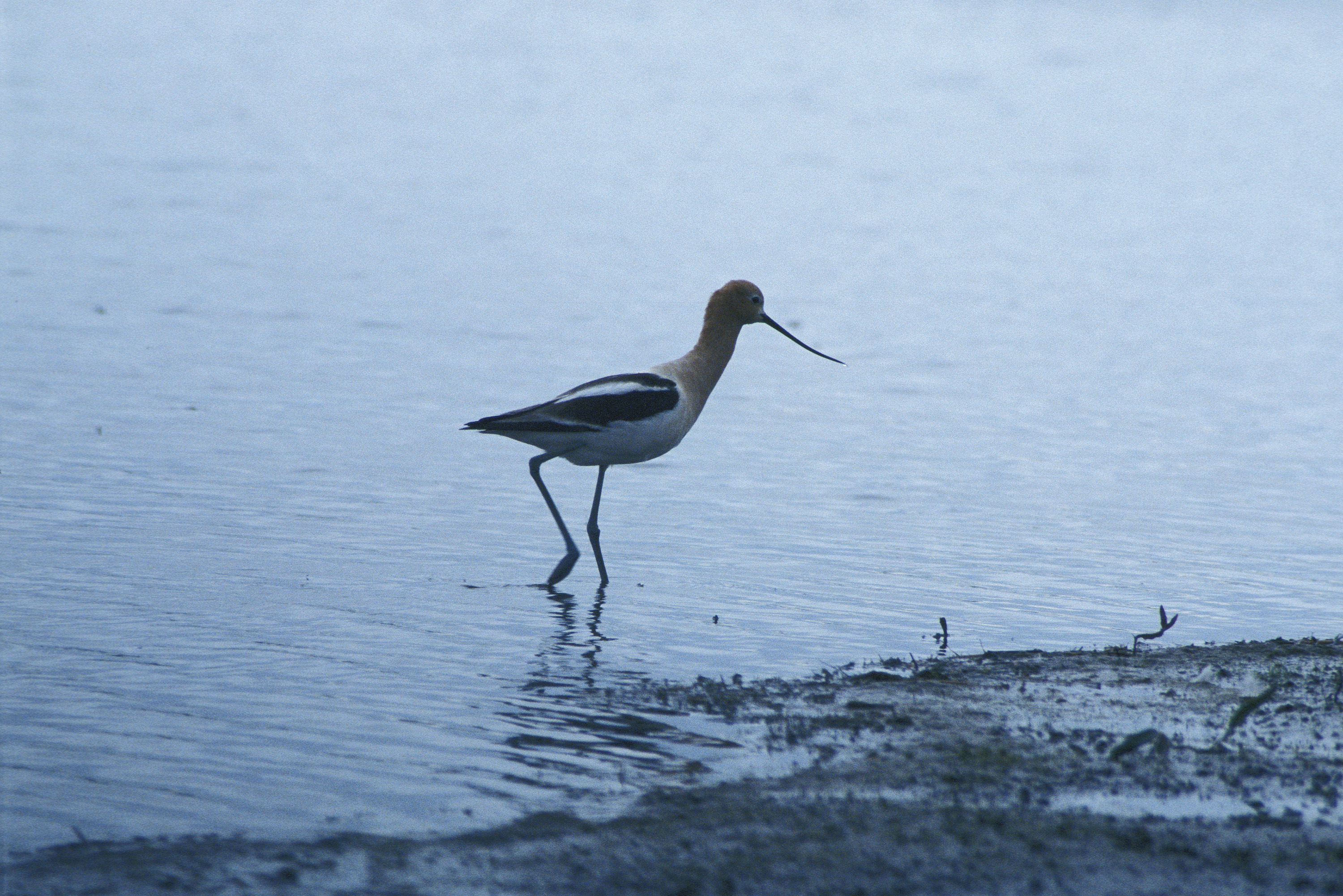
グレートベースンの湿地にいるアメリカソリハシセイタカシギ（ベア川渡り鳥保護地）

先住民族は現在ユタ州となった地域に数千年間住んでいた。最も初期の生活の痕跡は考古学的考察によって約10,000年から12,000年前のものとされている。旧石器時代の人々は、魚、鳥および小型狩猟動物が豊富なグレートベースンの沼地や湿地近くに居住地を構えた。アメリカバイソン、マンモスおよび地上性ナマケモノのような大型動物もそのような水資源に惹き付けられて来た。何世紀もの間に大型動物が姿を消し、バイソン、ミュールジカおよびレイヨウの個体数が多くなっていった。
紀元前8000年頃、大変多くの種族がユタ地域を使うようになった。砂漠古期人として知られるこれらの人々はグレートソルト湖沿岸地域の洞窟を住処にした。それ以前のユタの住人よりも採集生活に頼る度合いが増え、その主食はガマやピックルウィード、ビューロウィードおよびスゲのような塩分に強い植物で構成された。動物の肉はもっと贅沢なものだったと思われるが、網やアトラトル（投槍器）を使って水鳥、カモ、小動物およびレイヨウを狩っていた。人工物の中には植物繊維やウサギの皮で編まれた網、編み上げサンダル、狩りの杖および裂けた枝でできた動物の型がある。約3,500年前湖水の水面が上がり、砂漠古期人の人口は激減したと考えられている。グレートベースンはおよそ1,000年間、人が住んでいなかった可能性がある。
ユタのフリーモント川近くの場所から名付けられたフリーモント文化の人々は西暦およそ600年から1300年に現在のユタ州北部と西部、およびネバダ州、アイダホ州、コロラド州の一部に住んだ。これらの人々は、昔砂漠古期人が住んでいた水資源に近接する地域に住み、多くの者は種族間で関係を持った。しかし彼等が使った新技術ではっきり異なる人々として識別できる。フリーモントの技術には次のようなものがあった。
- 狩りのときの弓矢の使用
- 竪穴建物の建設
- トウモロコシや恐らくは豆類およびスカッシュ（カボチャ）の栽培
- 日干しれんがや石で作った高床建築の穀物倉の建設
- 低温焼き土器の製作と装飾
- 宝石、および岩面陰刻や絵文字のような岩絵など、美術の制作

古代プエブロ文化はアナサジとも呼ばれ、フリーモントに近接する地域を占めた。アメリカ合衆国南西部の現在はフォー・コーナーズ周辺地域を中心とする古代プエブロ文化はユタ州のサンフアン川地域を含んでいた。考古学者達はいつこの異なる文化が現れたかを議論しているが、文化の発展はフリーモント文化が現れる約500年前の西暦紀元頃からと考えられている。一般にはこの文化の人々の頂点は西暦1200年頃と受け止められている。古代プエブロ文化は建て方の進んだ竪穴建物やより手の込んだ日干しれんがや石細工の住居で知られている。この人々は優れた職人であり、トルコ石の宝石や精巧な土器を生産した。プエブロ文化は農業に基づいており、人々はトウモロコシ、豆類及びスカッシュの畑を作って栽培し、シチメンチョウを家畜化した。念入りな畑を造成し灌漑設備を作った。また、明らかに単に文化的かつ宗教的儀式のために工夫したキバと呼ばれる構造物を作った。
これら2つの文化は大まかに同時代のものであり、交易関係も作ったと見られている。考古学者達が初期のアメリカ南西部で共通の根を持っていると考える文化の特質を併せ持ってもいた。しかし、それぞれの文化はその歴史の大半で文化的に異なるもので有り続けた。これら2つの発達した文化は気候の変化と恐らくは西暦1200年頃の新しい民族の侵入によって大きな変化を受けたと考えられる。その後の2世紀にわたって、フリーモントと古代プエブロの人々は南西方向に動き、現在のアリゾナ州、ニューメキシコ州およびメキシコ北部で新しい住処や農業用地を見出した。

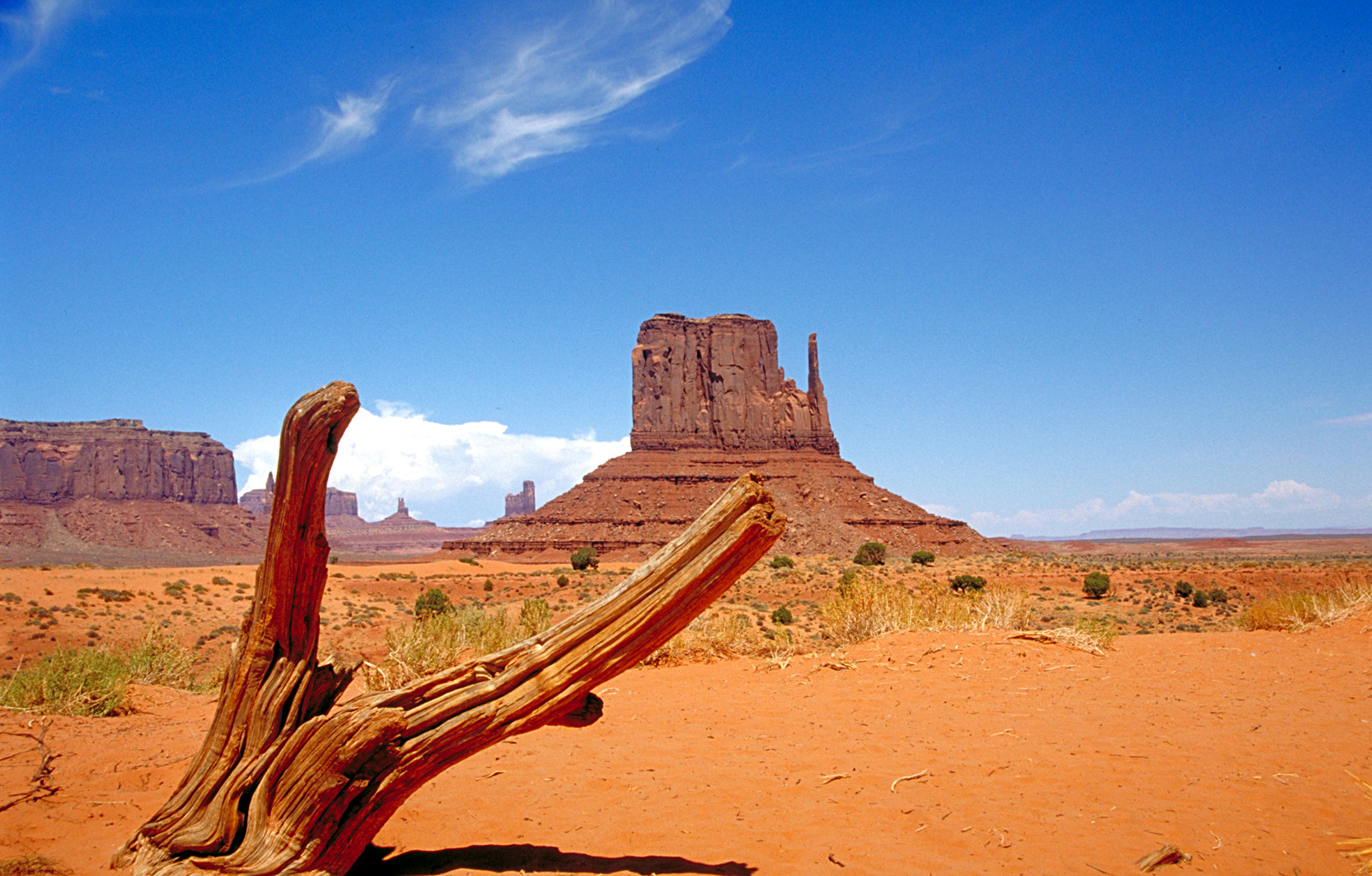
モニュメント・バレーにあるナバホ族の故郷

西暦1200年頃、ショショーニ語を話す人々が西方からユタの領域に入った。彼等はカリフォルニア州南部に起源があり、海岸地域の人口圧迫のために砂漠の環境に移ってきた。松の実など木の根や種を活用する狩猟採集型生活様式を行う高地の民族だった。熟練した釣り人でもあり、土器を作り、また何らかの穀物を栽培した。ユタに到着した時には、種族的な組織がほとんど無い小さな家族集団で暮らしていた。ユタの地には4つのショショーニ系種族が住んだ。北部と北東部のショショーニ族、北西部のゴシュート族、中部と東部のユト族、及び南西部の南パイユート族だった。当初これらの種族間の紛争はほとんど無かったと考えられている。
1500年代初期、ユタ南東部のサンフアン川盆地にも新しい民族が現れた。グレートプレーンズから南西部に移動したアサバスカン語を話す大きな平原種族の一部であるディネあるいはナバホ族だった。ナバホ族に加えて、このアサバスカン語を話す種族として後にアパッチ族と呼ばれる民族がおり、リパン族、ジカリラ族およびメスカレロ・アパッチ族が含まれた。
アサバスカン語族は元々アメリカバイソンを追う狩猟民族であり、16世紀のスペイン人の証言では「ドッグ・ノマド」（犬を使う遊牧民）とされている。17世紀を通じてその活動範囲を広げ、前世紀にプエブロ人が放棄した地域を占有した。1620年代にスペイン人が最初に具体的に言及した「アパチュ・デ・ハバホ」はサンフアン川の東、サンタフェの北西のチャマ渓谷地帯の人々を指している。新参のナバホ族は概して南部にいる当時のプエブロ人と平和的な交易や文化的交流を行なったが、ショショーニ語族特に東部ユタや西部コロラドのユト族とは間歇的な戦争を行った。

## ヨーロッパ人の探検
1540年にスペイン人のコンキスタドール フランシスコ・バスケス・デ・コロナドがシボラの伝説を探求する過程でユタの南部を横切った可能性がある。
スペイン帝国の2人のカトリック教会神父に率いられた集団、時にドミニゲス・エスカランテ遠征隊と呼ばれるが、1776年にカリフォルニア海岸への道を見つけることを期待して、サンタフェを発った。この遠征隊は北のユタ湖まで旅し、先住民族に出遭った。
ジム・ブリッジャーなど毛皮を求める罠猟師が1800年代初期にユタの地域を探検した。プロボ市はそのような者の一人で1825年にこの地域を訪れたエティエンヌ・プロボストに因んで名付けられた。オグデン市もウィーバー渓谷で罠を仕掛けたハドソン湾会社の部隊指導者ピーター・スキーン・オグデンに因んで名付けられている。

## モルモン教徒の入植

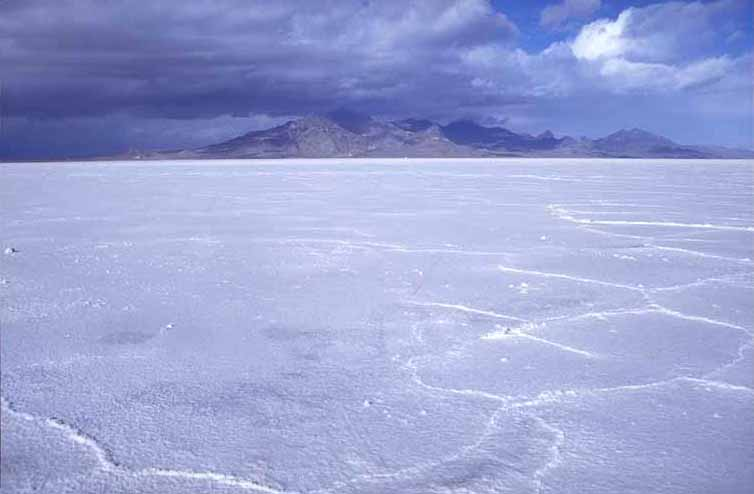
ブーンビルのソルトフラッツ

モルモン開拓者として知られる末日聖徒イエス・キリスト教会の会員が1847年7月24日にソルトレイク渓谷に初めて到着した。当時ユタ州となる地域はまだメキシコの支配下にあった。米墨戦争の結果、1848年2月2日のグアダルーペ・イダルゴ条約調印でこの土地はアメリカ合衆国の領土になった。この条約は3月10日にアメリカ合衆国上院で批准された。

### 砂漠の開拓
モルモン教徒はソルトレイク渓谷に到着したときに、文字通り住むための場所を作らねばならなかった。灌漑設備を造り、農場を配置し、家、教会および学校を建てた。水を得ることが特別に重要だった。ブリガム・ヤングはほとんど即座に別の居住地を定めて所有権主張に動いた。グレートベースンで水資源があり、どうしても重要な自給作物を栽培するに足る長い生育期間を確保できる大きな地域を見つけることは難しかったので、衛星状の地域社会を形成し始めた。
1847年に最初の集団がソルトレイク渓谷に到着した後間もなく、北のバウンティフルに開拓地ができた。1848年、開拓者達は罠猟師マイルス・グッドイヤーから購入した土地、現在のオグデンに移動した。1849年、トゥーエルとプロボの町が設立された。この年にはまた、ユト族の酋長ワカラの招きに応じて、ユタ中部のサンピート渓谷に移動し、マンティの町を造った。新しいユタ準州の州都にすることを意図してフィルモアの町が1851年に設立された。1855年、西部先住民に向けた伝道の目的で、ユタ東中部にレミ砦、ラスベガスおよびエルクマウンテンの基地が設けられた。

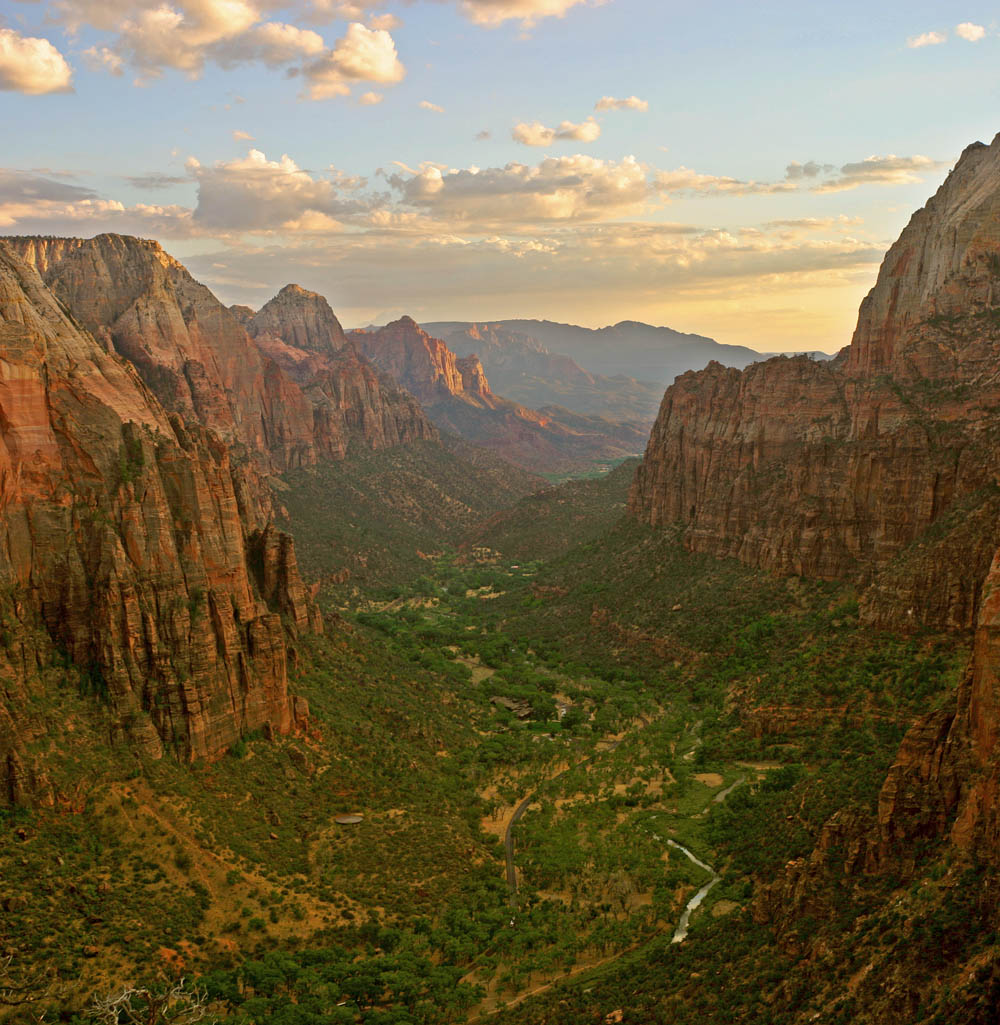
ザイオン国立公園

モルモン大隊から帰還した会員の経験は新しい地域社会を作ることにも重要だった。西部へ旅するとモルモンの兵士はコロラド、アリゾナおよび南部カリフォルニアの使える川や肥沃な渓谷を識別した。更にこれらの者が旅してソルトレイク渓谷の家族の元に戻ると、南部ネバダや南部ユタに移住した。モルモン大隊の上級士官ジェファーソン・ハントは積極的に開拓地および鉱物や他の資源を探した。その報告によって1851年には現在のシーダーシティに近いアイアン郡への入植を奨励した。南部の探検は結果的にモルモン教徒がセントジョージ、ネバダのラスベガスおよびカリフォルニアのサンバーナーディーノ、さらには南部アリゾナの地域社会への入植に繋がった。

### デザレット（ミツバチ）州
1849年から1850年にデザレットという名前を使って州昇格が請願された。提案されたデザレット州は広大なものであり、現在のユタ州にアイダホ州、ネバダ州、ワイオミング州、アリゾナ州、オレゴン州、ニューメキシコ州およびカリフォルニア州の一部を含むものだった。デザレットという名前は末日聖徒イエス・キリスト教会指導者ブリガム・ヤングが産業の象徴として好むものであり、モルモン書から採られたものだった。請願は連邦議会が拒絶した。拒絶理由の一つはモルモン教徒に支配されて人口が増えた1つの州にそのような広大な地域を認めることを連邦議会が渋ったからだった。もう一つの理由はまだ人口が少なかったことだった。しかし他の州は、モルモンに結び付けられる汚点が無ければ、人口が少なくとも州になっていた。1849年と1850年に連邦議会がモルモン教徒の一夫多妻制についてどのくらい知っていたかは不明である。ユタは1896年まで州にならなかった。

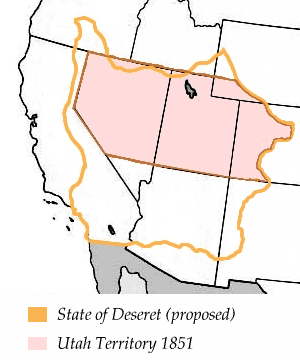
1849年に提案された暫定デザレット州の領域（橙色）、1850年に組織化されたユタ準州は桃色の領域

### ユタ準州
1850年、ユタ準州は1850年妥協の結果として創設され、フィルモアがその州都に指定された。1856年、ソルトレイクシティがフィルモアに代わって準州都になった。
モルモン教徒住人と合衆国政府の間の紛争は末日聖徒イエス・キリスト教会の一夫多妻制が連邦政府に知られた後に増長された。モルモン教徒の一夫多妻制は1854年に公にされることになり、モルモン教徒がこの地域に入ってからほぼ50年間も州昇格を否定された大きな理由だった。
その一夫多妻制の報せが広がったあとで、末日聖徒イエス・キリスト教会の会員は直ぐに非アメリカ人であり反逆者と見られた。1857年、偽の反乱と言う報せが広まった後で、連邦政府は軍隊を「ユタ遠征」に派遣して反乱と思われるものを鎮め、準州知事のブリガム・ヤングをアルフレッド・カミングに挿げ替えようとした。その結果の紛争がユタ戦争と呼ばれている。
軍隊がユタ北部のソルトレイクに接近すると、気が立ったモルモン民兵団とこれに随行した数名のパイユート族インディアンがユタ南部でアーカンソー州からの移民を襲い120人を殺した。この攻撃はマウンテン・ミードウズ虐殺と呼ばれるようになった。虐殺遺体は2年間にわたり虐殺現場に放置され、インディアンによる犯行を偽装された。この虐殺事件に関連し教団指導者は19の罪状で連邦政府より告発され法廷闘争は27年に及び、ただ一人虐殺の実行部隊の長ジョン・D・リーが殺人で有罪を宣告され、虐殺の場所で処刑された。
アルバート・ジョンストンが率いる軍隊が準州に入る前に、ブリガム・ヤングはソルトレイクシティの全住民に南のユタ渓谷に逃れるよう命令し、ノーブー・リージョンと呼ばれる軍隊を派遣して連邦軍の前進を遅らせようとした。荷馬車や物資は焼かれたが、最終的に軍隊が到着し、ヤングはカミングに公的支配を引き渡した。ただし、その後の評論家の多くはヤングが準州内で実権を持ち続けたと主張している。大統領に指名された知事は次々とその職を辞し、しばしば彼等の想像する準州政府の反応の無さを口に出していた。ヤングとの同意に基づいて、ジョンストンはソルトレイクシティの南西40マイル (64 km)離れた地にフロイド砦を建設した。
ソルトレイクシティは、1861年10月に完成した第一大陸横断電信線の最後の結節点となった。ブリガム・ヤングが最初にメッセージを送った者の一人であり、相手方はエイブラハム・リンカーンなどの役人だった。
南北戦争のために連邦軍はユタ準州から引き上げ、1862年にカリフォルニア志願兵連隊と共にパトリック・E・コナーが到着するまで準州は末日聖徒イエス・キリスト教会が支配した。コナーはソルトレイクシティの東丁度3マイル (5 km)にダグラス砦を建設し、その兵士達には鉱脈の発見を奨励して非モルモン教徒が地域に入って来るようにした。鉱物はトゥーエル郡で発見され、工夫たちが大挙して準州内に入って来るようになった。
1865年に始まるユタのブラックホーク戦争は準州の歴史でも最も激しい紛争に発展した。アントンガ・ブラックホーク酋長は1870年に死んだが、戦いは起こり続け、追加の連邦軍が送られて1872年のゴースト・ダンスを抑圧するまで続いた。この戦争は3者が関わる紛争としてインディアン戦争の中でも特異なものである。連邦政府に利用されたアントンガ・ブラックホークに率いられたティンパノゴス・ユト族とモルモン教当局との紛争だった。
1869年5月10日、最初の大陸横断鉄道がグレートソルト湖北のプロモントリー・サミットで完工した。この鉄道によって多くの人々を準州内にもたらすようになり、何人かの影響力ある実業家はここで財産を作った。
1870年代から1880年代、一夫多妻を罰する法律が成立し、1890年のマニフェストでモルモン教会は一夫多妻制を禁じることに最終的に合意した。ユタが再度州昇格を申請したときこれが認められた。ユタの州昇格条件の一つは一夫多妻制の禁止を州憲法に盛り込むことだった。これはその後に合衆国の州となった他の西部州でも要求される条件となった。州昇格は1896年1月4日に正式に承認された。

## 20世紀と21世紀

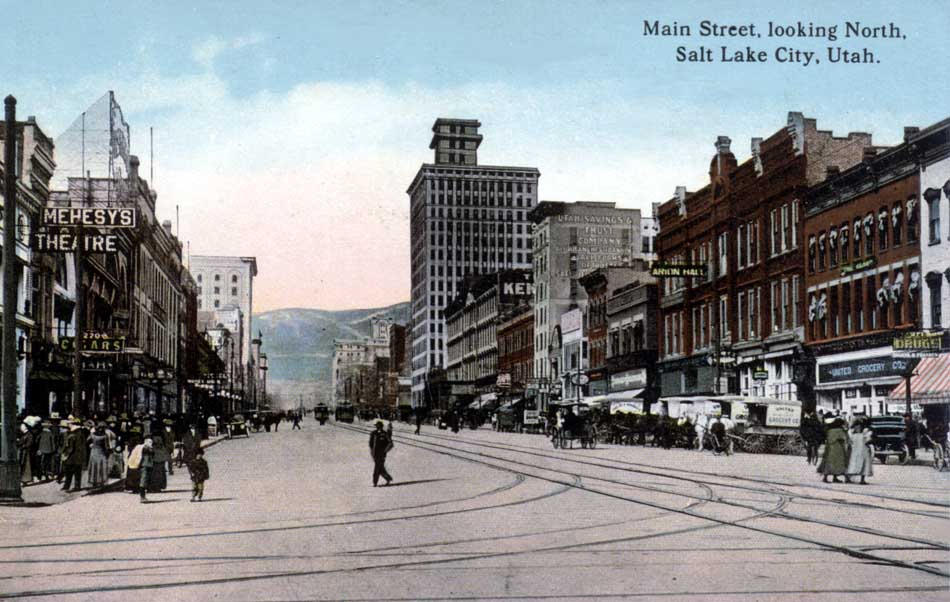
ソルトレイクシティ中心街、1900年代初期

1900年代初期からは、ブライスキャニオン国立公園やザイオン国立公園のような国立公園の設定で、ユタ州はその自然美で知られるようになった。南部ユタは乾燥し岩だらけの光景で人気のある撮影場所となり、デリケートアーチやモニュメント・バレーの「ザ・ミトンズ」のような自然の造形物は国民の大半が瞬時に認識できるものである。1950年代、60年代および70年代に、州間高速道路網の建設により、南部の景観美の地域へのアクセスが容易になった。
1939年からアルタ・スキー地域が設立されユタ州はスキーでも世界に知られるようになった。ウォサッチ山脈の乾燥したパウダー状の雪は世界でも最もスキーに適したものの一つと考えられている。ソルトレイクシティは1995年に2002年冬季オリンピックの開催地に選ばれ、経済的にも大きな波及効果が生まれた。スキーリゾートは人気をまし、ウォサッチ・フロントに散らばったオリンピック会場の多くはスポーツのイベントに使われ続けている。このことはソルトレイク渓谷におけるTRAXと呼ばれるライトレール・システムの発展に拍車を駆け、また市の周りの自動車専用道路の再建も行われた。
20世紀終盤、ユタ州は急速に成長した。1970年代、都市郊外の成長は目を瞠るものがあった。サンディは当時全国でも最も成長速度の高い都市の一つだった。今日ユタ州の多くの地域で驚異的な成長が見られる。デービス郡北部、ソルトレイク郡南部と西部、サミット郡、トゥーイル郡東部、ユタ郡、ワサッチ郡およびワシントン郡は全て急速に成長している。開発は農業用地や自然を侵食するので輸送と都市化が政治の大きな問題となっている。